# Maratona di Sant’Antonio
Die Maratona di Sant’Antonio (abgekürzt Maratona S. Antonio) ist ein Marathon, der seit 2000 im April zwischen Vedelago und Padua ausgetragen wird. Er wird von der Assindustria Sport Padova organisiert und löste den Vedelago-Marathon ab, der von 1988 bis 1999 von der Gruppo Atletica Vedelago in der gleichnamigen Gemeinde veranstaltet wurde.
Der Kurs folgt der letzten Reise des heiligen Antonius von Padua und beginnt in Vedelago. Zunächst geht es westwärts nach Castelfranco. Dort biegt man nach Süden ab und erreicht über Resana Loreggia, wo man auf die Statale del Santo (identisch mit der Staatsstraße 307) überwechselt. Dieser folgt man durch Camposampiero, San Giorgio delle Pertiche, Campodarsego und Cadoneghe bis ins Zentrum von Padua, wo sich das Ziel auf dem Prato della Valle befindet. Die Strecke ist leicht abschüssig mit einem Gefälle von gut 30 Höhenmetern zwischen Start und Ziel.

## Statistik

### Streckenrekorde
- Männer: 2:08:22 h, Timothy Kipchumba (KEN), 2024
- Frauen: 2:29:18 h, Waganesh Mekasha Amare (ETH), 2018

### Siegerliste
Quellen: Website des Veranstalters, ARRS
| Datum         | Männer                   | Nation    | Zeit    | Frauen                    | Nation    | Zeit    |
| ------------- | ------------------------ | --------- | ------- | ------------------------- | --------- | ------- |
| 21. Apr. 2024 | Timothy Kipchumba        | Kenia     | 2:08:22 | Lenah Jerotich            | Kenia     | 2:31:47 |
| 23. Apr. 2023 | Gilbert Chumba           | Kenia     | 2:13:49 | Tigist Bikla              | Äthiopien | 2:30:45 |
| 24. Apr. 2022 | Alfonce Kibiwott         | Kenia     | 2:10:01 | Rebecca Cheptegei         | Uganda    | 2:31:21 |
| 28. Apr. 2019 | Samuel Lomoi             | Kenia     | 2:12:20 | Ayantu Abera Demisse      | Äthiopien | 2:29:30 |
| 22. Apr. 2018 | Mogos Shumay Solomon     | Eritrea   | 2:12:23 | Waganesh Mekasha Amare    | Äthiopien | 2:29:18 |
| 23. Apr. 2017 | Michael Njenga Kunyuga   | Kenia     | 2:10:43 | Fatima Maraoui -2-        | Italien   | 2:32:52 |
| 17. Apr. 2016 | Ruggero Pertile -2-      | Italien   | 2:12:16 | Federica Dal Ri           | Italien   | 2:37:04 |
| 19. Apr. 2015 | Robert Kiplimo Kipkemboi | Kenia     | 2:09:32 | Nancy Githaiga Waigumo    | Kenia     | 2:41:28 |
| 27. Apr. 2014 | Pharis Kimani Iringu     | Kenia     | 2:12:03 | Fatima Maraoui            | Italien   | 2:36:32 |
| 21. Apr. 2013 | Paulo Roberto Paula      | Brasilien | 2:13:00 | Hanane Janat              | Marokko   | 2:36:18 |
| 22. Apr. 2012 | Robert Kipkorir Kwambai  | Kenia     | 2:09:14 | Marily dos Santos         | Brasilien | 2:31:55 |
| 17. Apr. 2011 | Tadese Tolesa            | Äthiopien | 2:09:02 | Florence Jepkoech Chepsoi | Kenia     | 2:29:25 |
| 25. Apr. 2010 | Gilbert Kiptoo Chepkwony | Kenia     | 2:10:45 | Nguriatukei Rael Kiyara   | Kenia     | 2:30:18 |
| 26. Apr. 2009 | Ben Chebet Kipruto       | Kenia     | 2:09:42 | Woynishet Girma           | Äthiopien | 2:31:03 |
| 27. Apr. 2008 | Francis Kirwa            | Finnland  | 2:11:01 | Marcella Mancini -3-      | Italien   | 2:35:24 |
| 22. Apr. 2007 | Paul Kipkemei Kogo       | Kenia     | 2:10:39 | Vincenza Sicari           | Italien   | 2:30:35 |
| 23. Apr. 2006 | Ruggero Pertile          | Italien   | 2:11:18 | Marcella Mancini -2-      | Italien   | 2:34:52 |
| 24. Apr. 2005 | Paul Lokira              | Kenia     | 2:11:25 | Ivana Iozzia              | Italien   | 2:35:55 |
| 25. Apr. 2004 | Benjamin Kiprotich Korir | Kenia     | 2:10:44 | Tiziana Alagia            | Italien   | 2:32:03 |
| 27. Apr. 2003 | Dawit Tefera             | Äthiopien | 2:10:38 | Marcella Mancini          | Italien   | 2:36:14 |
| 28. Apr. 2002 | Douglas Rono             | Kenia     | 2:11:01 | Giovanna Volpato          | Italien   | 2:37:23 |
| 29. Apr. 2001 | Gideon Chirchir          | Kenia     | 2:11:52 | Rosaria Console           | Italien   | 2:30:55 |
| 30. Apr. 2000 | Migidio Bourifa          | Italien   | 2:13:55 | Franca Fiacconi           | Italien   | 2:30:20 |

### Entwicklung der Finisherzahlen
| Jahr | Marathon | davon Frauen | Halbmarathon | davon Frauen |
| ---- | -------- | ------------ | ------------ | ------------ |
| 2010 | 1879     | 226          | 1404         | 291          |
| 2009 | 2154     | 234          | 1076         | 210          |
| 2008 | 2514     | 312          | ---          | ---          |
| 2007 | 2863     | 340          | ---          | ---          |
| 2006 | 3328     | 378          | ---          | ---          |
| 2005 | 3439     | 451          | ---          | ---          |
| 2004 | 2757     | 401          | ---          | ---          |